# 飛天のごとく
『飛天のごとく』（ひてんのごとく）は、宮乃崎桜子による日本の小説。イラストは浅見侑。
平安時代の貴族・藤原頼長が実は女で、西行と恋仲であったという設定のもと、白河上皇の死後から保元の乱までを描く。

## あらすじ
上皇による院政が行われる平安時代末期。
関白家の次男・藤原頼長は実は女だったが、母に男として育てられ、そのまま元服を迎える。
ある日頼長は、金で官位を買ったと噂される男に接触するために女装する。その男・佐藤義清は、“綾”と名乗った頼長に一目惚れし、頼長もまた、実直な義清に惹かれ、初めて恋を知る。
頼長はやがて義清から求婚されるが、父の期待を一身に背負う身に鑑みると、全てを捨てて今さら女に戻る覚悟はできなかった。
恋を忘れ、仕事に没頭する頼長の前に、出家し、“西行”と名を変えた義清が現る。“綾”＝頼長と知った西行は、今でも頼長を恋い慕っていると告げ、女として生きるつもりがあるならば自分もすぐに還俗すると言う。それでもやはり女に戻る決意が出来ないまま、一公卿と一法師として度々顔を合わせる日々を続け、表立ってはいないものの、2人は互いの想いを確かめ合う。だが、激しい動乱の渦が頼長を翻弄する。

## 登場人物

### 主人公
藤原頼長（ふじわら の よりなが） / 綾（あや）
前関白・忠実の次男。
菖蒲の季節に生まれたので幼名は“菖蒲若”（あやわか）。生まれた時に母が吐いた嘘が露顕することなくずっと男として育ち、元服、童殿上し、14歳の夏の終わりに幸子を娶るが、当然同衿することなどないため、夫婦仲は冷え切ったものとなったが、女だとバレてからは、幸子の存在に癒されるようになる。女房“綾”として義清と知り合い、初めて恋を知り、初めて女でありたいと願うようになる。
17歳の時、異例の速さで内大臣に出世し、賄賂や官位の売買がまかり通る現状を正し、院政の廃止を理想に掲げる。家柄に不相応な身分を求める得子や、力でねじ伏せようとする武家の存在を許せない。若さゆえに兄の謀略に気づくことが出来ない。
佐藤義清（さとう の のりきよ）→西行
徳大寺家の舎人。目を引くほどの美男子ではないが、凛々しく涼やかな顔立ちをしている。
代々左衛門尉を務めてきた家柄の出。絹で舎人の地位を得て、左衛門尉に出世するのが目標だったが、綾に一目惚れをしたことで、卑しからぬ家柄の綾と身分の釣り合いが取れるようにと、出世を望むようになる。
綾は頼長の恋人だと勘違いし、分不相応な恋と諦め、親の薦める縁談を受け子宝にも恵まれるが、引きずったままだった綾への想いを断ち切るために、出家を決意する。“西行”と名を改めた後も綾への想いを断ち切れず、徳大寺家を訪れた際に頼長と対面し、自分が誤解していたことに気付く。

### 頼長の親族
頼長の母
摂関家に仕える家司の娘。
忠実に戯れに手を出され、頼長を身ごもる。「姫が生まれたら引き取る」と言われていたため、そうすれば二度と会えなくなると考え、手元で育てたくて“男だ”と嘘を吐いた。
藤原忠実（ふじわら の ただざね）
頼長の父親。前関白。道長の孫の孫に当たる。
男である頼長を引き取るつもりはなかったが、頼長の母が亡くなったことで、忘れ形見の頼長に面影を見出し、引き取ることにした。長女・泰子の鳥羽帝への入内の件で、時の権力者・白河院と一悶着あり、関白を罷免され宇治で隠遁生活を送っていた。頼長に、帝と摂関家による律令政治こそが正しい政治の形であり、今の世の中は間違っていると諭す。
土佐（とさ）
頼長が忠実に引き取られる前から頼長に仕えてきた乳母。頼長の伯母（母の姉）に当たる。頼長が女であることを知る数少ない人物。
泰子（やすこ）
頼長の異母姉（忠実の正妻の娘）。頼長が生まれた時には既に成人していた。優しく美しいが、時折憂いの表情を見せる。過去に鳥羽帝への入内が持ち上がったが、破談となってしまった。
白河院の死後、摂関家の威厳を取り戻すためだけに、既に深く寵愛する女がいる鳥羽院に入内し、異例の皇后宣下を受け、後に高陽院という院号を授かる。
藤原忠通（ふじわら の ただみち）
頼長の異母兄（忠実の正妻の息子）。34歳。頼長より23歳年上。娘・聖子（きよこ）は崇徳帝の中宮。
元服前に一度だけ女物の小袿を着た頼長をそうとは気づかずに、事もあろうに自分の側室にしようと狼藉を働こうとした。
院政を廃止したいと考える父とは反対の立場で、権力者にすり寄り、損得勘定で行動し、どうすれば得策かを一番に考える。
幸子（さちこ）
頼長の妻。閑院流の権中納言・藤原実能の娘。崇徳帝の従姉に当たる。頼長より8歳年上。
頼長の冷たい態度は格下の家柄の、年上の妻である自分への当てつけだと思っていたが、頼長が女だと気づいてからは、協力的になり、頼長と義清の恋の応援をするようになった。

### 朝廷
顕仁親王→崇徳天皇→崇徳院
白河院が鳥羽帝を退位させ、5歳で即位した。人生経験が少ないため、父親や忠通の策略に気づかない。頼長とは年が近く、童殿上の頃からの付き合いのため、気心の知れた仲。自分の出生に関して、父である鳥羽院に負い目を感じており、體仁に譲位せよという父の命に逆らえなかった。
鳥羽天皇→鳥羽院
崇徳帝の父親。祖父である白河院が院政で政権を掌握し、わずか21歳で5歳の顕仁親王に譲位させられた。争いごとを好まない穏やかな人柄。
待賢門院璋子（たいけんもんいん たまこ）
崇徳帝の生母。17歳で鳥羽帝に入内するまで、白河院の猶子として育った。50歳以上年の離れた白河院に深く寵愛され、崇徳帝が本当に鳥羽帝の子なのかは誰もが疑問に思っている。実能の妹。
忠通の策略か、側近たちが次々と得子への呪詛の罪で処罰され、世を儚み出家する。
得子（なりこ）→美福門院得子
鳥羽院の寵妃。泰子の入内の約半年後、18歳の時に正式に後宮に迎えられる。美貌や教養は泰子や璋子に遠く及ばないが、高貴な女性には無い我儘さや幼稚さを気に入られた。父親は受領階級の家柄のため、後宮に入れたこと自体が異例の措置。23歳の時に皇子を産み、「この子を帝にして」と鳥羽院におねだりをする。
體仁親王（なりひと）
鳥羽院と得子の第一皇子。将来帝になれるようにと、崇徳帝の中宮・聖子の養子に迎えられる。
雅仁親王（まさひと）
鳥羽院と待賢門院璋子の第四皇子。近衛帝の死後、中継ぎ的な意味で即位した。身分も男女も関係なく、気に入った者を側に侍らせる性質がある。美しい頼長に目を付ける。
重仁親王（しげひと）
崇徳帝と近侍の女房との間に産まれた皇子。得子の養子に迎えられ、事実上鳥羽院と崇徳帝が互いの子どもを交換したという形となった。
多子（まさるこ）
近衛帝の元服の夜の添臥役を務め、11歳で女御として入内する。幸子の姪に当たるが、入内させるために頼長が養女にした。
呈子（しめこ）
得子が忠通と秘密裏に近衛帝への入内計画を進め、従兄の子を養女にした。近衛帝より8歳年上。

### その他
平清盛（たいら の きよもり）
中務省の文官。気品のある精悍な美貌と粗野さを兼ね備える。興福寺の荒法師に襲われていた頼長を助ける。
その後国司として肥後国に下るが、何かにつけて綾に文を送る。頼長は単なる近況報告としか思っていなかったが、綾に求婚するなど、その想いは本物だった。一時の西行のように、綾は頼長の女房だと思い、自分の求婚を断ったのも全て頼長のせいだと思っている。

## 書誌情報
2009年4月30日発行、講談社X文庫ホワイトハート
- 初恋の巻：ISBN 978-4-06-286594-4
- 動乱の巻：ISBN 978-4-06-286595-1